# Fucking Bornholm (film)
Fucking Bornholm – polski dramat filmowy z 2022 roku w reżyserii Anny Kazejak. Oparty na serialu audio o tym samym tytule z 2020 roku. W głównych rolach wystąpili Agnieszka Grochowska, Maciej Stuhr, Grzegorz Damięcki i Jaśmina Polak. Film miał premierę 6 maja 2020 roku.

## Fabuła
Dwie pary: długoletnie małżeństwo i świeży związek z Tindera wybierają się z dziećmi na wspólny wyjazd kempingowy z okazji majówki. Tradycyjnie wypoczynek spędzają na duńskiej wyspie Bornholm. Wkrótce jedno z dzieci stwierdza, że w trakcie wyjazdu zostało wykorzystane seksualnie przez swojego rówieśnika, co doprowadza do kryzysu w relacji między parami.

## Obsada
- Agnieszka Grochowska jako Maja Malecka
- Maciej Stuhr jako Hubert Malecki
- Grzegorz Damięcki jako Dawid Nowak
- Jaśmina Polak jako Nina
- Magnus Krepper jako Mikkel
- Marcel Sikora jako Wiktor
- Oliwier Grzegorzewski jako Eryk Malecki
- Borys Bartłomiejczyk jako Kaj Nowak
- Nina Yndis jako ciężarna Szwedka
- Poul Storm jako Lasse
- Dorota Lulka jako Heidi[1]